# Яблонна-Перша
Яблонна-Перша (пол. Jabłonna Pierwsza) — село в Польщі, у гміні Яблонна Люблінського повіту Люблінського воєводства.
Населення — 2239 осіб (2011).

## Демографія
Демографічна структура станом на 31 березня 2011 року:
|          | Загалом | Допрацездатний вік | Працездатний вік | Постпрацездатний вік |
| -------- | ------- | ------------------ | ---------------- | -------------------- |
| Чоловіки | 1104    | 256                | 755              | 93                   |
| Жінки    | 1135    | 247                | 656              | 232                  |
| Разом    | 2239    | 503                | 1411             | 325                  |